# Francesc Roure i Brauget-Massanet
Francesc Roure i Brauget-Massanet (Llagostera, 1880 - Girona, 1948) fou un advocat i polític català, diputat a les Corts Espanyoles durant la restauració borbònica.

## Biografia
Fou fill de polític de Palafrugell Jaume Roure i Prats i de Maria Dolors Brauget-Massanet i Riera, natural de La Bisbal d'Empordà. Va néixer a Llagostera circa 1880 segons el cens de població de Girona de gener de 1915. Llicenciat en dret, fou elegit diputat dins les files del Partit Liberal a les eleccions generals espanyoles de 1905 pel districte de La Bisbal d'Empordà. A les eleccions generals espanyoles de 1907, però, fou desbancat pel candidat de Solidaritat Catalana, Juli Marial i Tey. Posteriorment ha estat diputat de la Diputació de Girona.